# Martha Isabel Castañeda
Martha Isabel Castañeda Curvelo (Santa Marta, 6 de noviembre de 1955) es una abogada colombiana vinculada a la Rama Judicial. Fungió como procuradora general de la República de Colombia encargada, tras la anulación de la elección de Alejandro Ordóñez en dicho cargo.

## Biografía
Martha Isabel Castañeda es bachiller del Colegio Nacional Liceo Celedón de Santa Marta, promoción del 6 de diciembre de 1973. Obtuvo el grado de Doctor en Ciencias Políticas y Sociales, título que le fue otorgado por Seccional Barranquilla de la Universidad Libre (Colombia) en octubre de 1979.

## Trayectoria
Inició sus labores en la Rama Judicial el 18 de septiembre de 1975, en el cargo de Escribiente Grado 6. En 1990 fue nombrada magistrada del Tribunal Contencioso Administrativo del Magdalena, cargo que desempeña hasta el 15 de enero de 2009 cuando el procurador general Alejandro Ordóñez la designa viceprocuradora general de la Nación. El día 8 de septiembre de 2016 Castañeda reemplaza a Ordóñez Maldonado en el cargo hasta que se produzca la elección del Nuevo procurador general de la República de Colombia.